# هربرت كوهن
هربرت كوهن (بالإنجليزية: Herbert Cohen) هو مبارز بالسيف أمريكي، ولد في 7 يونيو 1940 في نيويورك في الولايات المتحدة.

## وصلات خارجية
- هربرت كوهن على موقع أوليمبيديا (الإنجليزية)